# Oikopleuridae
Oikopleuridae — rodzina ogonic z rzędu Copelata.
Najbardziej rozwinięta rodzina spośród ogonic. Genom bardzo małego rozmiaru. Tułów kształtu gruszkowatego (Oikopleurinae) lub z wgłębieniem po stronie brzusznej (Bathochordaeinae). Endostyl prosty. Ogon kilka razy dłuższy niż ciało.
Do rodziny należą następujące rodzaje:
- Podrodzina: Bathochordaeinae
  - Bathochordaeus Chun, 1900
  - Mesochordaeus Fenaux & Youngbluth, 1990
- Podrodzina: Oikopleurinae
  - Plemię: Alabiata
    - Althoffia Lohmann, 1892
    - Mesoikopleura Fenaux, 1993
    - Pelagopleura Lohmann & Buckmann, 1926
    - Sinisteroffia Tokioka, 1957

  - Plemię: Labiata
    - Chunopleura Lohmann, 1914
    - Folia Lohmann, 1892
    - Megalocercus Chun, 1887
    - Oikopleura Mertens, 1830
    - Stegosoma Chun, 1887